# 桐乡市
30°36′39.70″N 120°23′4.14″E / 30.6110278°N 120.3844833°E
桐乡市在中国浙江省北部，为嘉兴市下辖的县级市。桐乡市经济较为发达，为全国最具实力的县市之一，其综合竞争能力2010年位居浙江省县（市）的第十二位，全国百强县（市）的第四十五位，是长江三角洲城市群成员之一。市人民政府駐梧桐街道振兴东路600号。区域总面积为727.45平方公里。
桐乡市东与秀洲区相连，南邻海宁市，西毗杭州市临平区，西北接湖州市的南浔区和德清县，北与江苏省苏州市吴江区交界。东西宽36公里，南北长34公里。

## 行政区划
桐乡市下辖3个街道办事处、8个镇：
梧桐街道、凤鸣街道、高桥街道、乌镇镇、濮院镇、屠甸镇、石门镇、河山镇、洲泉镇、大麻镇和崇福镇。

## 人口
根据第七次全国人口普查数据，截至2020年11月1日零时，桐乡市常住人口为1029754人。
2022年末，桐乡市户籍人口71.50万人，较上年增加3414人，其中男性34.87万人，女性36.63万人。

## 交通
- 320国道过境。
- 沪昆高速過境
- 苏台高速
- 申嘉湖高速
- 沪昆客运专线设置桐乡站

## 历史
- 三国时属嘉兴县地。
- 吴越国时析嘉兴县置崇德县。
- 明宣德五年（1430年）分崇德县设桐乡县。
- 1958年，崇德县并入。
- 1993年，撤县设市（现仍为县级市）。

## 地理
桐乡地处杭嘉湖平原上，全境皆为平地，无一山丘。境内河流密布且大都连通京杭大运河，土地肥沃，农业非常发达。主产水稻、小麦、蚕茧等。特产杭白菊，为原产地域产品，受国家保护。位于桐乡境内的濮院还有一个全国最大的羊毛衫交易市场。
桐乡是中国现代著名作家茅盾和丰子恺的故乡。古镇乌镇和镇上的茅盾故居，均为重要的国家级文物，也是四大古镇之一，年接待游客200余万位列浙江之首。

## 教育
位于桐乡市的高中有浙江省桐乡市高级中学、桐乡市茅盾中学、浙江省桐乡第一中学、桐乡市凤鸣高级中学、浙江省桐乡第二中学。

## 气象
桐乡地处中国东南沿海，属典型的亚热带季风气候。温暖湿润、四季分明、雨水充沛、日照充足。具有春湿、夏热、秋燥、冬冷的特点。以连续五日（以第一日开始）平均气温≤10℃为冬季，≥22℃为夏季，界于10℃~22℃之间为春季或者秋季。市境冬季最长、秋季最短。

## 文化和旅游
- 中国历史文化名镇：乌镇
- 全国重点文物保护单位：茅盾故居 罗家角遗址